# 唐伯虎衝上雲霄
《唐伯虎衝上雲霄》（英語：Flirting In The Air）為一套於2014年10月1日上映的香港電影，由杜汶澤和陳靜主演。

## 劇情
愛西航空機長古九寒（杜汶澤），在一次航程中，他與同事肥Sam （林子聰）和基仔（何浩文）遇上磁風暴，回到明朝。三人遇上唐伯虎，並從才子口中獲悉華府有索女秋香（文凱玲）和學懂凌空點穴，而華府正在招聘家丁。
他們為了溝女，冒充家丁和丫鬟，混入華府。古九寒更發現武功高強的石榴（陳靜）與他的初戀情人石女（陳靜）樣貌一樣。三人先後溝了春夏秋冬四香。
在石榴的師父（羅蘭）幫助下，最後肥Sam和基仔回到現在。古九寒為了石榴，自願留低，更與眾人聯手打敗寧王。

## 演員表

### 演員表
| 演員   | 角色         | 暱稱/關係                                                                                                 |
| 杜汶澤 | 古九寒       | Captain Cool 與唐奮高、基仔穿越到古代                                                                     |
| 陳靜   | 石榴         | 古九寒之情人、後為其妻 石女之太奶 寧王之天敵                                                              |
| 林子聰 | 唐奮高       | 肥Sam、粥香 與古九寒、基仔穿越到古代 冬香之情人                                                           |
| 何浩文 | 基仔/粉香    | 與古九寒、唐奮高穿越到古代                                                                                |
| 曹查理 | 華太師       | （全名華振英，杜汶澤一句“我最討厭別人名字叫振英”映射梁振英） 為人好色 常調戲春夏秋冬四香 (粵語配音：盧雄) |
| 林兆霞 | 華夫人       | 為人淫蕩                                                                                                  |
| 文凱玲 | 秋香         | 最後成為唐伯虎之妻 喜歡古九寒                                                                             |
| 唐紫睿 | 夏香         | |
| 羅子喬 | 春香         | 基基之情人                                                                                                |
| 鍾采羲 | 冬香         | 唐奮高之情人                                                                                              |
| 樊玲   | 麵香         | |
| 黃露   | 飯香         | |
| 何華超 | 寧王         | 華太師之天敵                                                                                              |
| 張啟樂 | 唐伯虎       | 教識古九寒如何去華府和點穴 最後成為秋香之夫                                                               |
| 古明華 | 愛西航空老闆 | Monica之男友 古九寒、唐奮高、基仔之上司                                                                   |
| 林依錡 | Monica       | 古明華之女友 與古九寒發生關係                                                                             |
| 曾善美 | 空姐         | |
| 許佩榆 | 空姐         | |
| 蕭美卡 | 空姐         | |
| 詹瑞文 | 隊通街(客串) | |
| 羅蘭   | 師父(客串)   | 石柳之祖母                                                                                                |

## 分級制度
依香港電影分級制度本片屬於第IIB級，青少年及兒童不宜。

## 外部連結
- 香港影庫上《唐伯虎衝上雲霄》的資料（繁體中文）
- 互联网电影数据库（IMDb）上《唐伯虎衝上雲霄》的资料（英文）

| 台灣 衛視電影台 週六晚間9點全台首播 |
| ----------------------------------- |
| 唐伯虎衝上雲霄 2015.04.11           |